# Colin Harrison (écrivain)
Pour les articles homonymes, voir Colin Harrison et Harrison.
Colin Harrison est un écrivain et éditeur américain né à Philadelphie en 1960. 

## Biographie
Diplômé d'anglais du Haverford College, il obtient par la suite un Master de création littéraire à l'université de l'Iowa. Rédacteur au Harper's Magazine, il a été ensuite éditeur dans la célèbre maison Scribner en 2000. 
Il a publié huit romans, listés dans la bibliographie. 
Ses livres ont été publiés dans une douzaine de pays et quatre d'entre eux ont été sélectionnés comme Notable Books par le New York Times Book Review. La nuit descend sur Manhattan a été finaliste du Los Angeles Times Book Prize 2009 et du Dashiell Hammett Award 2009.  
Tous ses livres sont des romans d'atmosphère, de violence, de sexe et de suspense qui explorent les dessous de la vie urbaine, tout particulièrement à New York (à titre indicatif, les titres français de trois de ses romans incluent le nom de Manhattan).  